# Mon espion
Série
Mon espion 2 : Mission Italie
(2024)
Pour plus de détails, voir Fiche technique et Distribution.
Mon espion (My Spy) est une comédie américaine réalisée par Peter Segal et sortie en 2020.
Une suite, Mon espion 2 : Mission Italie (My Spy: The Eternal City), est sortie en 2024.

## Synopsis

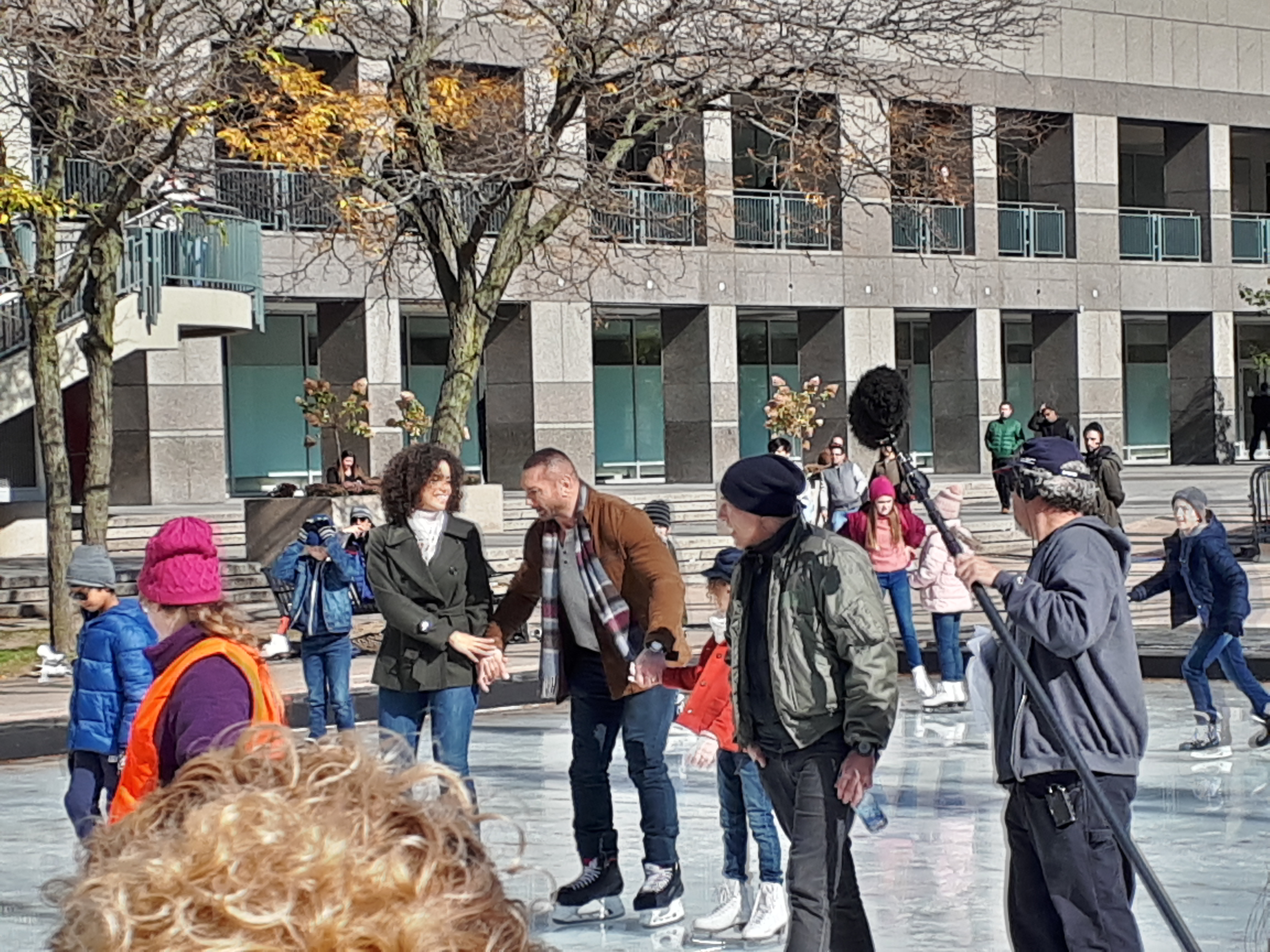
Patinoire au Mel Lastman Square lors du tournage, octobre 2018.

Un ancien soldat des forces spéciales américaines, récemment reconverti en agent de la CIA manque de subtilité dès sa première grande mission qui a pour but d'arrêter un commerce illégal de plutonium entre la mafia russe et un terroriste du Moyen-Orient. Au cours d'une mission de surveillance, il va se faire démasquer par une fillette de neuf ans.

## Fiche technique
- Titre original : My Spy
- Titre français et québécois : Mon espion
- Réalisation : Peter Segal
- Scénario : Jon et Erich Hoeber
- Photographie : Larry Blanford
- Montage : Jason Gourson
- Musique : Dominic Lewis
- Producteurs : Chris Bender, Peter Segal, Jake Weiner, Robert Simonds, Gigi Pritzker, Dave Bautista et Jonathan Meisner
- Producteur délégué : Peter Segal
- Sociétés de production : STXfilms et MWM Studios
- Sociétés de distribution : Amazon Studios (États-Unis), STXfilms (International)
- Pays de production :  États-Unis
- Genre : comédie d'espionnage
- Durée : 99 minutes
- Dates de sortie :
  - Australie : 9 janvier 2020
  - Royaume-Uni : 13 mars 2020
  - États-Unis : 26 juin 2020 (vidéo à la demande)
  - France : 25 août 2020 (sur Prime Video)

## Distribution
- Dave Bautista (VQ : Frédéric Paquet) : J. J.
- Chloe Coleman (en) (VQ : Estelle Fournier) : Sophie
- Parisa Fitz-Henley (en) (VQ : Laurence Régnier) : Kate
- Kristen Schaal (VQ : Aline Pinsonneault) : Bobbi
- Ken Jeong (VQ : Nicolas Charbonneaux-Collombet) : David Kim
- Devere Rogers (VQ : Thiéry Dubé) : Carlos
- Greg Bryk (VQ : Jean-François Beaupré) : Victor Marquez
- Noah Danby (en) : Todd
- Nicola Correia-Damude : Christina

 Source et légende : version québécoise (VQ) sur Doublage.qc.ca

## Suite
Dès le début de la production il est prévu de faire une ou plusieurs suites, car le prétexte et l'acteur principal ont du potentiel. Ainsi grâce au succès du premier film, un second est mis en route et tourné en 2023, intitulé Mon Espion 2 : Mission Italie).